# 日光彫

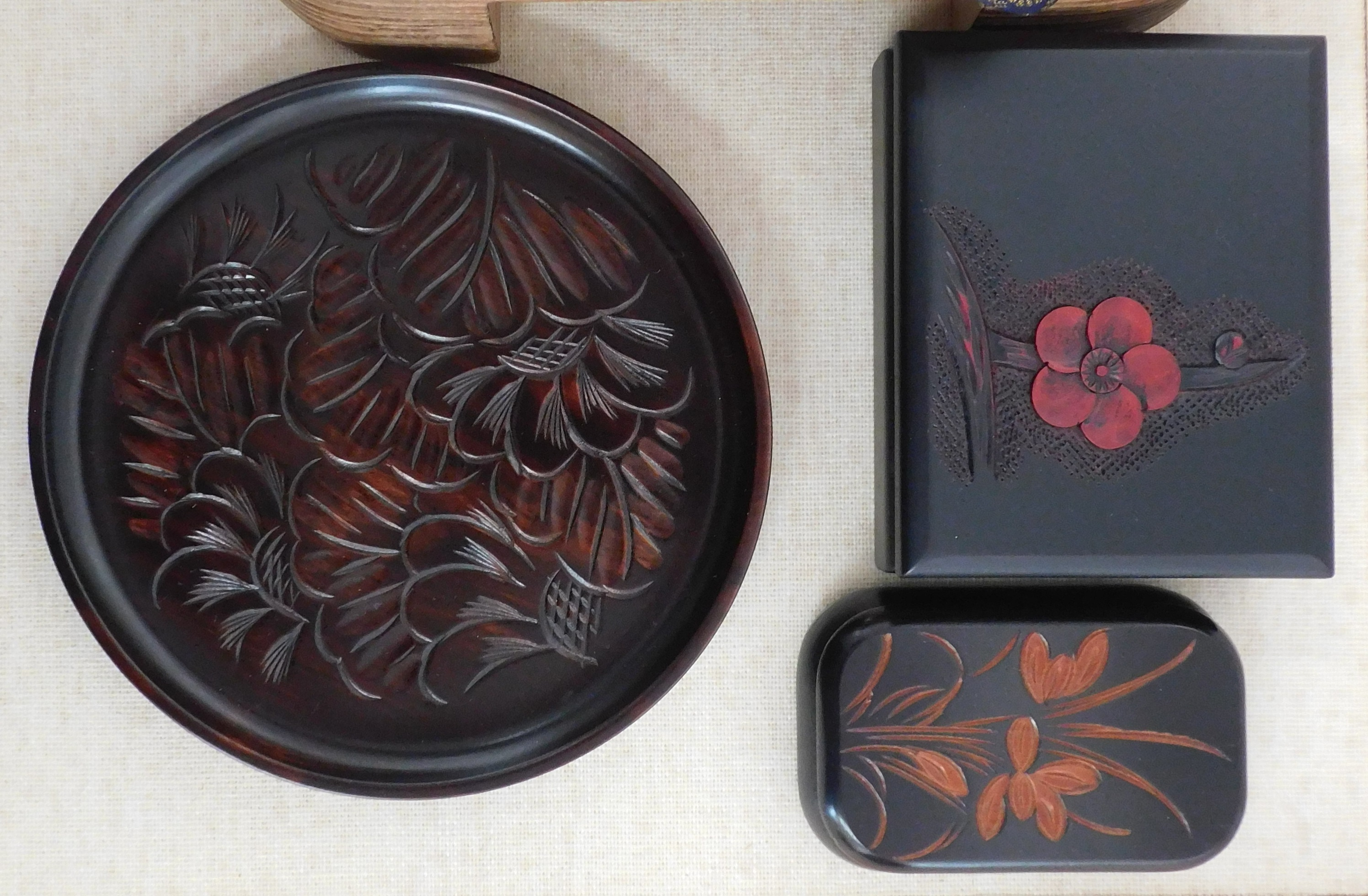
日光彫（栃木県庁昭和館展示品）

日光彫（にっこうぼり）は、素材の木材として、トチノキ、ホオノキやカツラ等を乾燥させて使用する栃木県日光市特産の彫刻である。

## 製法
1975年（昭和50年）頃までは栃木県産のトチノキを多く使用してきたが、それ以降は北海道産のカツラの使用が多い。近年は合板の使用も多い。材木は貯木場に置かれ、機械により柾目に製材された上で自然乾燥（0.5 - 1年間）、電気乾燥（7日間ほど）を経て日光彫に供される。
墨付けの上切断加工され、再度電気乾燥（約0.5日）させた後、適切な形に成型される。主に機械を用いる。
彫りは、ひっかき（日光三角刀）を用い、木地に模様をひっかき彫、沈み彫、浮し彫などの技法が用いられる。このひっかき刀は他の彫刻の類いとは違い、切り出し刀など複数の刃物を用入らずに済むよう、工程を簡易化するための道具であるとされる。絵柄は菊、桜、梅、ニッコウキスゲなどが多い。また平面部分には塗料の乗りを良くするために『星打ち』が施される。
日光彫りというものが現れた昭和当初、塗りは『日光朱堆塗』という技法も使われていたが、現在は漆は使用せずウレタン塗料がほとんどである。

## 略史
日光東照宮の造営の際に各地の職人が集められた中で生まれたものと伝えらえている。
1878年（明治11年）に日光を訪れたイザベラ・バードはその手記の中で、日光の町は商店で占められ湯葉や練羊羹、山椒などの食べ物に交じって春慶塗や諸塗り物などの土産物が売られている、と記している。
1908年（明治41年）には、日光彫の一部職人が長野県軽井沢町に移動して軽井沢彫が誕生した。
日光の工芸品は歴史が古い順で日光堆朱塗（にっこうついしゅぬり）や日光盆（にっこうぼん）等があるが、『日光彫』は趣味としてはじめやすく、シニア層からも非常に人気がある。
2014年、熊野筆とのコラボレーション作品も登場している。

## 参考資料
- 栃木県の伝統工芸 日光彫
- イザベラ・バード著、時岡敬子訳『イザベラ・バードの日本紀行』（講談社）
- 晃山小誌　鬼平金四郎　明治26年6月15日出版御届